# Olaus Johannis Gestricius
Olaus Johannis Gestricius, även Olof Hansson, född på 1500-talet, död 1626 i Karlskoga socken, var en svensk präst. Han var den förste kyrkoherden i Karlskoga församling.

## Biografi
Olaus Johannis var son till Johannes Johannis Gestricius, som också var kyrkoherde, och Margareta Larsdotter. Han kan ha varit född i Gästrikland.
Olaus Johannis utnämndes till kyrkoherde i en skrivelse den 1 juli 1586 i samband med att hertig Karl gav bygdens befolkning tillåtelse att bilda en egen församling. Eftersom det inte fanns någon prästgård när han kom till Karlskoga lät han själv uppföra ett boningshus vid Timsälven. Han fortsatte som kyrkoherde fram till 1626.
Olaus Johannis kallades herr Olof på Möckelsbodar, eller herr Olof på Bodarne, och hans signetring bestod av en pil med ett streck. Under denna tid kallades Karlskoga kyrka, som ännu inte hade fått sitt nuvarande utseende, för "Hertigkyrkan". Det var under samma period som Karlskogaområdet gick från en obebyggd ödemark till en relativt tätbefolkad socken.
Dottern Margareta Sylvia gifte sig med faderns efterträdare Jacobus Jonæ.